# 托德萊克鎮區 (明尼蘇達州貝克縣)
托德萊克鎮區（英語：Toad Lake Township）是位於美國明尼蘇達州貝克縣的一個行政鎮區。

## 地方資料
托德萊克鎮區的面積為94.00平方千米，當中陸地面積為84.40平方千米，而水域面積為9.60平方千米。根據2020年美國人口普查的數據，當地共有人口496人，而人口密度為每平方千米5.28人。